# Veeraganur
Veeraganur là một thị xã panchayat của quận Salem thuộc bang Tamil Nadu, Ấn Độ.

## Nhân khẩu
Theo điều tra dân số năm 2001 của Ấn Độ, Veeraganur có dân số 10.534 người. Phái nam chiếm 51% tổng số dân và phái nữ chiếm 49%. Veeraganur có tỷ lệ 59% biết đọc biết viết, thấp hơn tỷ lệ trung bình toàn quốc là 59,5%: tỷ lệ cho phái nam là 68%, và tỷ lệ cho phái nữ là 50%. Tại Veeraganur, 11% dân số nhỏ hơn 6 tuổi.